# Poxdorf (Bavière)
Pour les articles homonymes, voir Poxdorf.
Poxdorf est une commune de Bavière (Allemagne), située dans l'arrondissement de Forchheim, dans le district de Haute-Franconie.